# Dear Daddy
Dear Daddy è un'opera teatrale del drammaturgo britannico Denis Cannan, debuttata a Londra nel 1976.

## Trama
Bernard, un ex commentatore televisivo inacidito dagli insuccessi privati e professionali, viene isolato dalla famiglia, composta dalla prima e dalla seconda moglie e dai tre figli adulti, che si lamentano che l'uomo sia un personalità più che una persona. Quando il patriarca riunisce la famiglia per discutere del fondo fiduciario, la lite scoppia furiosa tra recriminazioni e insulti. 

## Produzioni
La pièce debuttò all'Ambassadors Theatre di Londra nel 1976, con Nigel Patrick (Bernard), Isabel Dean (Mary), Jennifer Hilary (Gillian), Joseph Blatchley (Billy), David Crosse (Frank), Patrick Drury (Charles), Rosalind March (Gwen) e Phyllis Calvert (Delia). Il dramma vinse il Laurence Olivier Award alla migliore nuova opera teatrale.